# Pneophyllum confervicola
Pneophyllum confervicola (Kützing) Y.M. Chamberlain, 1983 é o nome botânico de uma espécie de algas vermelhas pluricelulares do gênero Pneophyllum, família Corallinaceae, subfamília Mastophoroideae.
- São algas marinhas encontradas na Europa, Ásia, África, América do Norte (México), Austrália e em algumas ilhas do Atlântico e Pacífico.

## Sinonímia
- Phyllactidium confervicola Kützing, 1843
- Hapalidium phyllactidium Kützing, 1849
- Hapalidium confervicola (Kützing) Areschoug, 1852
- Hapalidium callithamnioides P.L. Crouan & H.M. Crouan, 1859
- Hapalidium confervoides (Kützing) P.L. Crouan & H.M. Crouan, 1867
- Melobesia callithamnioides (P.L. Crouan & H.M. Crouan) Falkenberg, 1879
- Melobesia confervicola (Kützing) Foslie, 1900
- Melobesia minutula Foslie, 1904
- Melobesia minutula f. lacunosa Foslie, 1905
- Heteroderma minutulum (Foslie) Foslie, 1909
- Melobesia fosliei Rosenvige, 1917
- Fosliella minutula (Foslie) Ganesan, 1964
- Pneophyllum confervicola f. minutulum (Foslie) Y.M. Chamberlain, 1983